# AmeriCares
AmeriCares — глобальна неприбуткова організація, яка зосереджена на охороні здоров’я та розвитку. Надає допомогу людям, які постраждали від бідності, стихійних лих або криз. Організація реагує на ці виклики, забезпечуючи медикаментами, медичними матеріалами та впроваджуючи програми охорони здоров’я.
З моменту заснування у 1979 році AmeriCares надала понад 17 мільярдів доларів гуманітарної допомоги в 164 країнаї для вирішення таких питань, як природні катастрофи, відновлення громад після них, а також тривалі кризи у сфері охорони здоров’я та нерівність.
Згідно з рейтингом Forbes, у 2024 році організація посіла 8-му сходинку в США серед найбільших благодійних організацій ($1,54 млрд приватних пожертвувань).
Глобальна штаб-квартира AmeriCares розташована в Стемфорді, Коннектикут. Окрім того, організація має офіси в інших місцях у США, а також у Колумбії, Сальвадорі, Гаїті, Індії, Ліберії, Непалі, Філіппінах, Танзанії, Пуерто-Рико.
AmeriCares має три склади: один у США, один у Європі та один в Індії.

## Історія
4 квітня 1975 року американський літак, що злітав із Сайгона, зазнав катастрофи у джунглях поблизу Таншоннята (теж у В'єтнамі). На борту перебувало 242 в’єтнамських сироти, яких мали усиновити в США. Унаслідок аварії загинула третина дітей, а ті, хто вижив, отримали серйозні травми та очікували на порятунок. Пентагон повідомив, що не зможе організувати допомогу та доставити ресурси на місце катастрофи принаймні протягом 11 днів
. Роберт Маколей, який працював керівником компанії у паперовій промисловості (Virginia Fibre Corporation), організував порятунок дітей, зафрахтувавши літак Pan American Airlines 747. Уцілілих дітей було врятовано та доставлено до Сан-Франциско протягом 48 годин. Операція коштувала $251 000, а Маколей заклав свій будинок, щоб покрити витрати.
Засновник організації Роберт Маколей був другом дитинства американського віце-президента (1981–1989) та президента (1989–1993) Джорджа Буша-старшого, також навчався з ним в Єльському університеті. Наявність високих зв'язків дозволила включити до нової організації відомих послів, керівників компаній, християнських та єврейських релігійних лідерів. Почесним головою ради директорів було призначено Збігнєва Бжезінського, державного радника з національної безпеки президента США Джиммі Картера.
У 1981 році Іван Павло II попросив Маколея зібрати кошти для надання ліків, одягу та інших товарів людям, які страждали під час воєнного стану в Польщі. У березні 1982 року перша повітряна місія доставила ліки та гуманітарну допомогу вартістю $2,4 мільйона до Польщі. Ця подія стала першою офіційною місією організації.
Маколей був генеральним директором AmeriCares із 1979 до 2002 року та головою правління до своєї смерті від емфіземи у 2010 році. Спочатку він заснував AmeriCares у Нью-Кейнені (Коннектикут) у 1979 році, але згодом штаб-квартира була перенесена до Стемфорда (Коннектикут). У 1993 році AmeriCares була визнана "найкращою благодійною організацією в Америці" за версією журналу Money.

## Реагування на надзвичайні ситуації

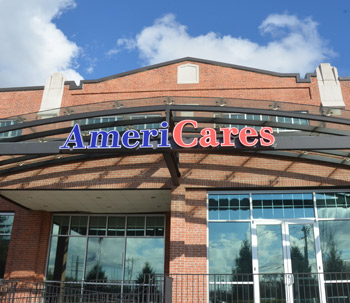
Штаб-квартира в Стемфорді (Коннектикут)

AmeriCares організовує команди реагування на надзвичайні ситуації для надання термінової допомоги постраждалим від катастроф. Допомога включає ліки, медичні засоби, воду чи засоби очищення води та інші критично необхідні ресурси. У 2012 році AmeriCares відреагувала на 24 надзвичайні ситуації у 18 країнах.
Після урагану Сенді у 2012 році AmeriCares доставила екстрені запаси для понад 400 000 осіб у штатах Коннектикут, Нью-Джерсі та Нью-Йорк, зокрема ковдри, ліхтарики, бутильовану воду та аптечки. Організація продовжила надавати допомогу після катастрофи, використовуючи мобільну медичну клініку AmeriCares для підтримки медичних закладів, які не могли приймати пацієнтів через пошкодження від шторму та відключення електроенергії.
AmeriCares направила медичну допомогу на суму 6 мільйонів доларів одразу після землетрусу на Гаїті 2010 року. Серед відомих донорів актриса Дженніфер Еністон підтримала роботу організації в Гаїті, провівши благодійний показ. Відтоді організація надала країні понад 60 мільйонів доларів допомоги на вакцинацію, охорону материнського здоров’я, профілактику холери та підготовку медичних працівників.
У відповідь на землетрус і цунамі в Японії у 2011 році AmeriCares відправила майже 6 мільйонів доларів медичних засобів і гуманітарної допомоги. Робота з відновлення включала відновлення медичних та стоматологічних клінік, а також програми психосоціальної підтримки для постраждалих. Більшість цих програм виявилися успішними: усі клініки були відновлені, а багато постраждалих отримали психологічну допомогу.
У 2020 році AmeriCares відреагувала на пандемію коронавірусу. AmeriCares має значний досвід реагування на спалахи інфекційних захворювань, включаючи холеру, еболу, денге та зіку. Організація передала понад 1,4 мільйона захисних масок для медичних працівників, які працювали на передовій у США. Маски допомогли подолати їхній дефіцит у лікарнях і медичних центрах 11 штатів та Пуерто-Рико. Ця робота, разом із фінансовою допомогою, була спрямована на боротьбу з пандемією.
Інші основні надзвичайні ситуації, на які AmeriCares реагувала, включають:
- Землетрус у Вірменії (1988)[17]
- Землетрус і цунамі в Індійському океані (2004)[18]
- Циклон Наргіс у М'янмі (2008)[19]
- Землетрус у Сичуані (2008)[20]
- Землетрус на Гаїті (2010)[21]
- Землетрус і цунамі в Тохоку (2011)[22]
- Торнадо в Джопліні (2011), штат Міссурі[23]
- Голод у Сомалі (2011)[24]
- Ураган Метью (2016)[25]
- Ураган Гарві (2017)[26]
- Ураган Ірма (2017)[26]
- Ураган Доріан (2019)
- Пандемія COVID-19
- Російсько-українська війна

## Бюджет, внески, підходи до фандрейзингу, пожертви
Згідно з інформацією про декларацію організації за  Формою 990 за 2017 рік, наданою ProPublica, Фонд AmeriCares досяг загального доходу в розмірі 2,79 мільярда доларів у вигляді внесків на кінець фінансового року 2017. У звіті за 2017 рік загальні функціональні витрати AmeriCares склали 1,92 мільярда доларів, більша частина з яких була витрачена на благодійні послуги. У тому ж році професійні витрати на фандрейзинг були зафіксовані на рівні 1,13 мільйона доларів.
Згідно з даними, зібраними Forbes у 2019 році, AmeriCares посів 10-те місце в списку 100 найбільших благодійних організацій у Сполучених Штатах. У тому ж звіті Forbes зазначив, що загальний дохід AmeriCares від приватних пожертв склав 1 мільярд доларів; рівень залежності від донорів досяг 127%. Також за 2019 рік AmeriCares отримав чисті активи на суму 318 мільйонів доларів. Forbes оцінив AmeriCares на 99% за рівнем зобов’язань щодо благодійності за 2019 рік, вказавши, що організація витратила 1,3 мільярда доларів на благодійні послуги, 5 мільйонів доларів на управління та загальні витрати, а також 11 мільйонів доларів на фандрейзинг. Найвища оплата праці окремому співробітнику за 2021 рік становила 506 885 доларів.